# Rumble Wave
Rumble Wave（ランブル ウェーブ）は、IBC岩手放送で、2003年4月4日から2007年3月30日まで、毎週金曜日の21:00-23:00に放送されていたラジオ番組。2006年1月27日からは二戸市のコミュニティFM局カシオペアFMでも再送信されていた。

## パーソナリティー
- 今川渡祥（元IBCアナウンサー、2003年4月 - 7月）
- 石田麻衣（現フリーアナウンサー、2003年8月 - 2004年3月）
- 瀬谷佳子（IBCアナウンサー、2004年4月 - 9月）
- 浅見智（IBCアナウンサー、2004年10月 - 2007年3月）

| IBCラジオ 金曜 21:00-23:00枠 | IBCラジオ 金曜 21:00-23:00枠 | IBCラジオ 金曜 21:00-23:00枠 |
| 前番組                       | 番組名                       | 次番組                       |
| ---------------------------- | ---------------------------- | ---------------------------- |
| シャッフルビートF            | Rumble Wave                  | 星子のスターダストメモリー   |